# Africada labiodental sonora
La africada labiodental sonora ( [b̪͡v] en IPA ) es una consonante africada rara que se inicia como una oclusiva labiodental sonora [b̪] y se libera como una fricativa labiodental sonora [v] .

## Características
Características de la africada labiodental sonora:
•Su forma de articulación es africada , lo que significa que se produce primero deteniendo el flujo de aire por completo y luego permitiendo que el aire fluya a través de un canal estrecho en el lugar de la articulación, lo que provoca turbulencia.
Hay dos variantes del componente de parada :
1-bilabial , lo que significa que se articula con ambos labios . La africada con este componente stop se denomina bilabial-labiodental .
2-labiodental , lo que significa que se articula con el labio inferior y los dientes superiores .
•El componente fricativo de esta africada es labiodental , articulado con el labio inferior y los dientes superiores.
•Su fonación es sonora, lo que significa que las cuerdas vocales vibran durante la articulación.
•Es una consonante oral , lo que significa que el aire solo puede escapar por la boca.
•Es una consonante central , lo que significa que se produce al dirigir la corriente de aire a lo largo del centro de la lengua, en lugar de hacia los lados.
•El mecanismo de la corriente de aire es pulmonar , lo que significa que se articula empujando el aire únicamente con los músculos intercostales y el diafragma , como en la mayoría de los sonidos.

## Aparece en
| idioma        | idioma                           | Palabra             | AFI                    | Significado           | Notas                                                                                           |
| ------------- | -------------------------------- | ------------------- | ---------------------- | --------------------- | ----------------------------------------------------------------------------------------------- |
| Chino         | Teochew                          | 未來 bhuê7 lai5     | [b̪͡vue꜔꜔ lai˥˥]         | 'futuro'              | Alofono de /b/ antes de /u/ en Chaoyang dialect                                                 |
| inglés        | Algunos hablantes                | invent              | [ɪɱˈb̪͡vent]             | 'inventar'            | Alofono de /v/ después de una consonate nasal para algunos hablantes.                           |
| inglés        | Algunos hablantes                | obvious             | [ˈɑˌb̪͡viˌəs]            | 'obvio'               | pronunciación ocasional de /bv/ o /pv/.                                                         |
| Italiano      | Algunos dialectos del centro-sur | in vetta            | [iɱˈb̪͡vet̪t̪ä]            | 'en la cima'          | Labiodental; alofono de /v/ después de consonantes nasales.                                     |
| Luxemburgués  | Luxemburgués                     | Kampf am Ënnergrond | [ˈkʰɑmb͡v ɑm ˈənɐɡʀont] | 'batalla subterránea' | Alofono de la palabra final /pf/ antes de una vocal inicial. Ocurre solo en préstamos alemanes. |
| Ngiti         | Ngiti                            | abvɔ                | [āb̪͡vɔ̄]                 | 'enredadera espinoza' | menos común con [b͡β]                                                                            |
| Sopvoma (Mao) | Sopvoma (Mao)                    | bvóthà              | [b̪͡vótʰà]               | 'matar por cornada'   | Distinto de la fricativa labiodental sonora[v].                                                 |
| Tsonga        | dialecto XiNkuna                 | shilebvu            | [ʃileb̪͡vu]              | 'menton'              |                                                                                                 |